# Burne dvadesete
Burne dvadesete (eng. The Roaring Twenties) je kriminalistički triler  Raoula Walsha iz 1939. s Jamesom Cagneyjem, Priscillom Lane i Humphreyjem Bogartom u glavnim ulogama.

## Radnja
Nakon Prvog svjetskog rata, Lloyd Hart (Jeffrey Lynn) vraća se svojoj odvjetničkoj praksi, bivši vlasnik saloona George Hally (Bogart) vraća se krijumčarenju pića, a nezaposleni Eddie Bartlett (Cagney) postaje vozač taksija. Eddie gradi cijeli vozni park krijumčarenjem alkohola i angažira Lloyda za svog odvjetnika. George postaje Eddiejev partner te posao cvate sve dok se ne sukobljavaju ljubav i rivalstvo.

## Glumci
- James Cagney - Eddie Bartlett
- Priscilla Lane - Jean Sherman
- Humphrey Bogart - George Hally
- Gladys George - Panama Smith
- Jeffrey Lynn - Lloyd Hart
- Frank McHugh - Danny Green
- George Meeker - Harold Masters

## Vanjske poveznice
- Burne dvadesete u internetskoj bazi filmova IMDb-a